# Je chante le corps électrique (Bradbury)
Pour les articles homonymes, voir Je chante le corps électrique et I Sing the Body Electric.
Je chante le corps électrique (I Sing the Body Electric!) est un recueil de nouvelles de Ray Bradbury publié pour la première fois aux États-Unis en 1969. Il est publié en France aux éditions Denoël en 1970 dans la collection « Présence du futur ».
Le recueil est constitué de dix-sept nouvelles et d'un poème.

## Les éditions françaises
- Denoël, coll. Présence du futur no 126-127, troisième trimestre 1970, réédité en 1973, 1979 et 1986[1].

## Liste des nouvelles

### Retour au Kilimandjaro
- Titre original : The Kilimanjaro Device
- Première publication dans Life, 1965. Autre titre : The Kilimanjaro Machine
- Résumé :

### Les Farouches Incendiaires
- Titre original : The Terrible Conflagration up at the Place
- Texte inédit
- Résumé :

### L'Enfant de demain
- Titre original : Tomorrow's Child
- Première publication dans Thrilling Wonder Stories, 1948. Autre titre : The Shape of Things
- Réédité dans La Grande Anthologie de la science-fiction, Histoires de la quatrième dimension paru en 1983 et titrée La Petite Pyramide bleue
- Résumé :

Polly et Peter sont heureux, ils vont avoir un enfant. Grâce à la machine à accoucher, Polly met au monde son enfant. Hélas, celui-ci s'avère très « spécial » : il est né dans une autre dimension. Pour un humain habitué à une géométrie euclidienne, l'enfant ressemble approximativement à une petite pyramide bleue… Polly et Peter sont totalement désemparés : cette chose est-elle leur enfant ? Les jours, les semaines passent. Ils s'habituent à cet enfant, qu'ils aiment profondément. Lorsqu'un scientifique leur fait une proposition incroyable, ils n'hésitent pas et donnent leur accord : pour l'amour de leur enfant, tout seul dans cette situation bizarre, ils vont eux aussi changer de dimension et vivre dans la même dimension que celle de leur enfant, que l'on ne peut pas changer ou transformer pour le mettre à notre dimension. Et c'est ainsi que Polly et Peter deviennent un Rectangle et un Hexagone blancs.

### Femmes
- Titre original : The Women
- Première publication dans Famous Fantastic Mysteries, 1948
- Résumé :

### La Prophétesse de basse-cour
- Titre original : The Inspired Chicken Motel
- Texte inédit. Autre titre : The Inspired Chicken Bungalow Court
- Résumé :

### La Seconde Mort d'Abraham Lincoln
- Titre original : Downwind from Gettysburg
- Première publication dans Playboy, 1969
- Résumé :

### Oui, nous nous rassemblerons au bord du fleuve
- Titre original : Yes, We'll Gather at the River
- Texte inédit
- Résumé :

### Du printemps dans l'air?…
- Titre original : The Cold Wind and the Warm
- Texte inédit
- Résumé :

### Barton appelle Barton
- Titre original : Night Call, Collect et I, Mars
- Publication : avril 1949 dans Super Science Stories

### L'Interdit
- Titre original : The Haunting of the New
- Texte inédit
- Résumé :

### Je chante le corps électrique (I Sing the Body Electric!)
- Titre original :
- Texte inédit. Autre titre : The Beautiful One is Here
- Résumé :

### Le Jour de la grande exhumation (The Tombling Day)
- Titre original :
- Première publication dans Shenandoah, 1952
- Résumé :

### Tous les amis de Nicolas Nickleby sont mes amis
- Titre original : Any Friend of Nicholas Nickleby's Is a Friend of Mine ; autre titre : The Best of Times
- Première publication dans McCall's, 1966.
- Résumé :

### Le Costaud
- Titre original : Heavy-Set
- Première publication dans Playboy, 1964
- Résumé :

### L'Homme à la chemise bariolée
- Titre original : The Man in the Rorschach Shirt
- Première publication dans Playboy, 1966
- Résumé :

### Henry IX
- Titre original : Henry the Ninth ; autre titre : A Final Sceptre, A Lasting Crown
- Première publication dans Magazine of Fantasy & Science Fiction, 1969.
- Résumé :

### À la recherche de la cité perdue
- Titre original : The Lost City of Mars
- Première publication dans Playboy, 1967
- Résumé :

### Christus Apollo
- Titre original : Christus Apollo
- Poème inédit
- Résumé :

## Adaptations
La nouvelle Je chante le corps électrique a été adaptée pour le petit écran dans un épisode de la troisième saison de la série tv la Quatrième Dimension en 1962. Le titre français est : La Fée électrique.
Cette même nouvelle a fait l'objet d'un téléfilm en 1982, The Electric Grandmother, réalisé par Noel Black.